# 小倉利丸
小倉 利丸（おぐら としまる、1951年 - ）は、日本の経済学者。専門は現代資本主義論、情報資本主義論。富山大学名誉教授。東京都出身。

## 経歴・人物
法政大学経済学部経済学科を卒業し、東京大学大学院経済学研究科博士課程を単位取得退学。富山大学経済学部助教授を経て、2005年に教授に就任。
資本主義のグローバル化・反テロ戦争下の監視社会に対する批判的な視点から、民衆の安全保障について研究を進めている。

## 著作
- 『支配の「経済学」』（れんが書房新社） 1985
- 『ネットワーク支配解体の戦略』（影書房） 1986
- 『宗教・オカルテイズム批判』（青弓社） 1989
- 『搾取される身体性 労働神話からの離脱』（青弓社） 1990
- 『アシッド・キャピタリズム』（青弓社） 1992
- 『カルチャー・クラッシュ 制度の壁に挑む文化のアクティビスト』（社会評論社） 1994
- 『エシュロン 暴かれた全世界盗聴網 欧州議会最終報告書の深層』（七つ森書館） 2000
- 『路上に自由を 監視カメラ徹底批判』（インパクト出版会） 2003
- 『グローバル化と監視警察国家への抵抗 戦時電子政府の検証と批判』（樹花舎） 2005
- 『多様性の全体主義・民主主義の残酷 9・11以降のナショナリズム』（インパクト出版会） 2005
- 『抵抗の主体とその思想』（インパクト出版会） 2010

### 共著
- 『精神分析』（石塚正英ほか編、青弓社） 1986
- 『音の力』（インパクト出版会） 1996
- 『東アジア・交錯するナショナリズム』（石坂浩一, 和仁廉夫, 塩沢英一共著、社会評論社） 2005

### 編著
- 『イメージとしての帝国主義』（柏木博共編、青弓社） 1990
- 『働く / 働かない / フェミニズム 家事労働と賃労働の呪縛?!』（大橋由香子共編、青弓社） 1991
- 『労働・消費・社会運動』（社会評論社、コメンタール戦後50年6） 1995
- 『市民運動のためのインターネット - 民衆的ネットワークの理論と活用法』（栗原幸夫共編、社会評論社） 1996
- 『監視社会とプライバシー』（インパクト出版会） 2001
- 『世界のプライバシー権運動と監視社会 : 住基ネット、IDカード、監視カメラ、指紋押捺に対抗するために』（白石孝, 板垣竜太共編、明石書店） 2003
- 『危ないぞ! 共謀罪』（海渡雄一共編、樹花舎） 2006年

## 翻訳
- 『ポスト・サーヴィス社会 - 崩壊する高度技術社会の神話』（バリー・ジョーンズ、時事通信社） 1984
- 『「芸術」からの解放 アール・ソシオロジックとはなにか?』（ブレーズ・ガラン、小倉正史共訳、小倉利丸編、青弓社、クリティーク叢書） 1997
- 『転覆の政治学 - 21世紀へ向けての宣言』（アントニオ・ネグリ、現代企画室） 1999
- 『Banksy's Bristol : HOME SWEET HOME : The unofficial guide』（スティーヴ・ライト、鈴木沓子, 毛利嘉孝共訳、作品社） 2014